# Stefan Jaracz
Stefan Jaracz (n. 24 decembrie 1883, Stare Żukowice⁠(d), Powiatul Tarnów, voievodatul Polonia Mică, Polonia – d. 11 august 1945, Otwock, Mazovia, Polonia) a fost un actor și producător de teatru polonez. El a fost director artistic al Teatrului Ateneum din Varșovia în perioada interbelică (1930–1932), iar într-o scurtă perioadă a ajuns una dintre vocile principale ale noii intelectualități a Poloniei, cu realizări scenice inovatoare a unor piese ca Moartea lui Danton (în engleză Danton's Death) de Georg Büchner (1931), Căpitanul de Köpenick (în germană Der Hauptmann von Köpenick) de Carl Zuckmayer⁠(d) (1932), precum și a popularelor piese Doamne și husari (în poloneză Damy i huzary) de Aleksander Fredro (1932) și Casa deschisă (în poloneză Dom otwarty) de Michał Bałucki⁠(d).

## Biografie

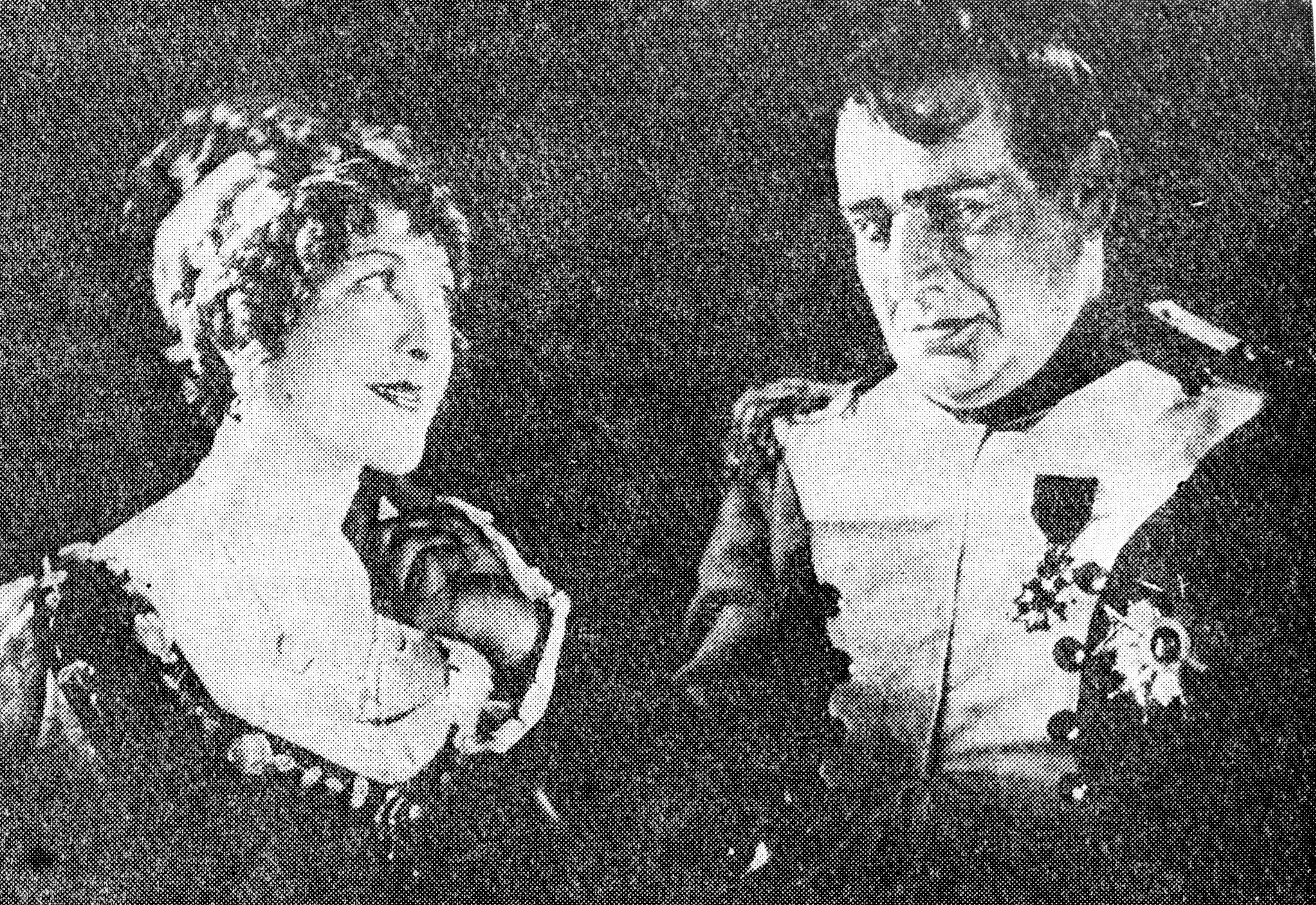
și Stefan Jaracz în 1935

Jaracz s-a născut în Stare Żukowice⁠(d) lângă Tarnów în 1883, în timpul Împărțirilor Poloniei. A absolvit școala primară în Tarnów. Dat afară din liceul din Tarnów pentru activitatea sa în organizația patriotică și radicală progresistă Promieniści, unde a co-fondat Cercul Tarnów împreună cu Marian Kukiel⁠(d) și Karol Radek. Inițial, a mers la liceul din Jasło, iar în cele din urmă a promovat examenele finale în 1903 la gimnaziul din Bochnia. Jaracz a studiat ulterior dreptul, istoria artei și literatura la Universitatea Jagiellonă din Cracovia Și-a câștigat existența lucrând ca un corector la cotidianul socialist Naprzód publicat de Partidul Socialist Polonez. În timpul studiilor, a devenit interesat de teatru. A fost actor în trupa de amatori a Sindicatului Muncitorilor. A renunțat la studii după două semestre pentru a intra în lumea teatrului. În 1904, a început să joace la Teatrul Ludowy din Cracovia. În 1905 a fost angajat în teatrul lui Edward Rygier din Poznań. În 1907 a fost înrolat în armata austriacă pentru un an. După ce și-a încheiat serviciul militar, s-a alăturat teatrului lui Aleksander Zelwerowicz din Łódź, unde a interpretat diferite roluri până în 1911. S-a mutat la Varșovia în Partiția Rusă (Polonia Rusă) și a lucrat în Teatr Mały, iar din 1913 la Teatr Polski. S-a specializat în crearea de personaje „oameni”. Folosind cele mai simple mijloace bazate pe metoda naturalistă a maestrului Kazimierz Kamiński, el a arătat psihicul uman complex. A fost trimis la Moscova de ruși (1915). La întoarcerea sa în A Doua Republică Poloneză, în 1918, a început o carieră energică în teatrul național și cel experimental în curs de dezvoltare, cu spectacole în peste nouăzeci de orașe până în 1928. În 1930, a preluat Ateneul din Varșovia. El a condus instituția până la Invadarea nazisto-sovietică a Poloniei, împărțind responsabilitățile cu Leon Schiller în sezonul 1932–1933.

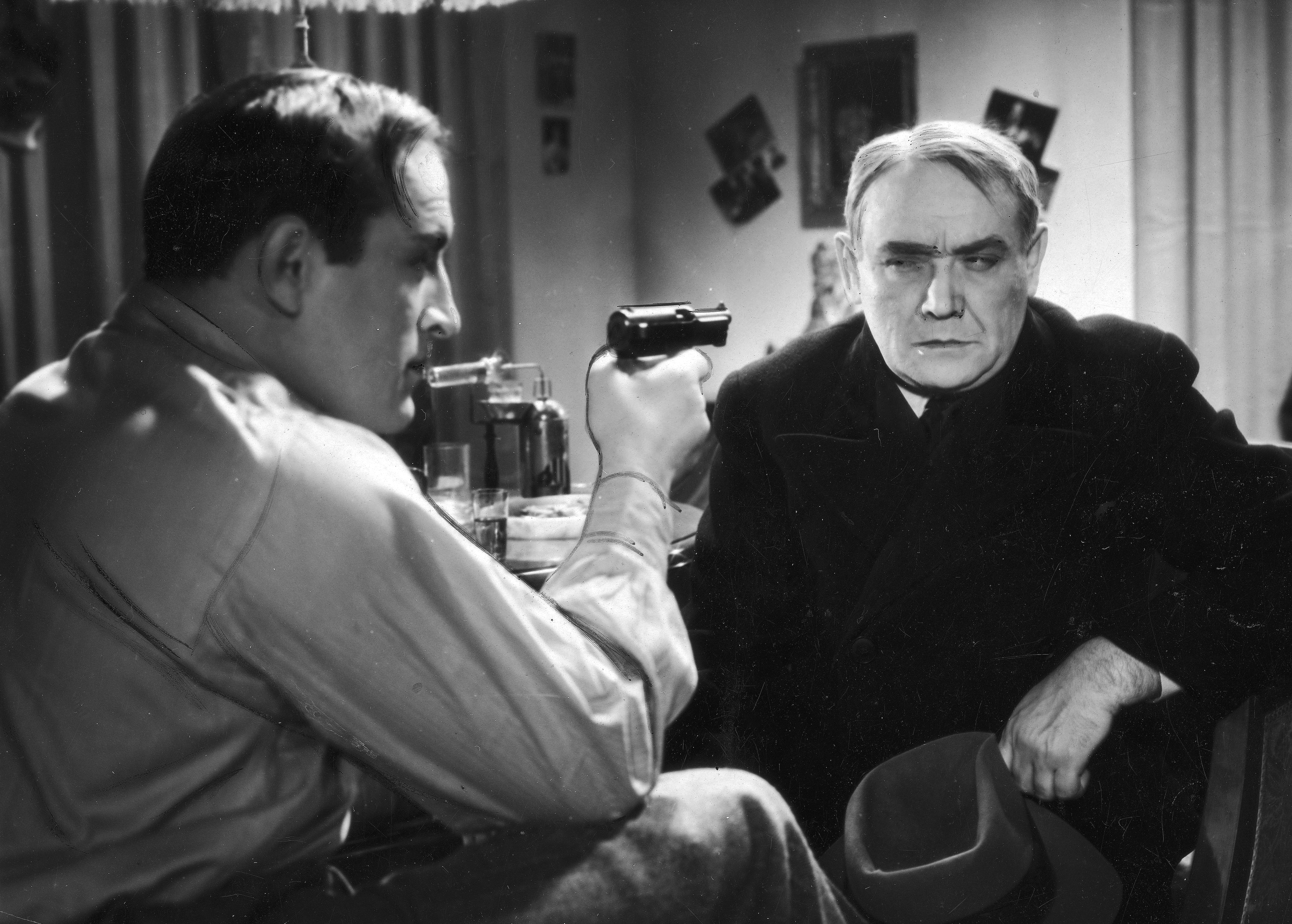
(stânga) și Stefan Jaracz ca Konstanty Kurczek în filmul din 1936 Jego wielka miłość (Singura sa mare iubire)

A fost prieten cu actorul Juliusz Osterwa încă din tinerețe. Au lucrat împreună în teatrele din Cracovia și Poznań. Au împărțit chiar și un apartament. Regizorul Osterwa l-a invitat la ansamblul Reduta, iar ulterior și la Teatrul Național. Colaborarea cu Jaracz s-a dovedit adesea a fi supărătoare din cauza alcoolismului, lucru pe care l-a recunoscut cu regret în ultimele sale scrieri din anii 1940.
În timpul celui de-Al Doilea Război Mondial s-a implicat în organizația politică și militară clandestină catolică Unia. După executarea sentinței Tribunalului Subteran Polonez asupra lui Igo Sym în martie 1941, a fost arestat și închis în închisoarea Pawiak⁠(d) din Varșovia. La 5 aprilie 1941 a fost deportat în lagărul de concentrare de la Auschwitz-Birkenau. Jaracz a fost eliberat după numeroase intervenții la 15 mai 1941.
A murit într-un sanatoriu din Otwock, lângă Varșovia, în 1945, din cauza sănătății sale precare (tuberculoză care s-a agravat după șederea sa în lagăr).
A fost înmormântat pe Bulevardul Meritoșilor din Cimitirul Powązki din Varșovia (rândul 1, m. 60/61). Autorul sculpturii de pe piatra funerară este Stanisław Sikora. Înmormântarea sa a fost imortalizată într-o ediție specială a documentarului Testamentul lui Jaracz (regia și scenariul Jerzy Bossak) din Cronica Filmului Polonez (Polska Kronika Filmowa⁠(d)).

Este considerat unul dintre cei mai mari actori polonezi și unul dintre creatorii artei moderne a actoriei.

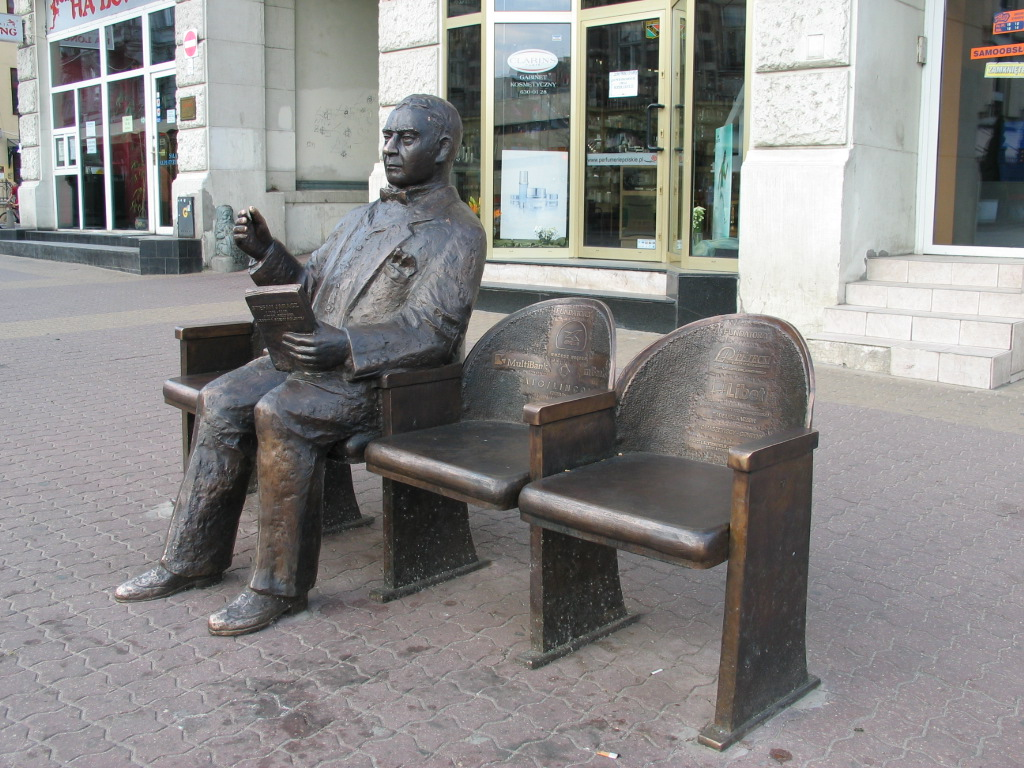
Statuia lui Stefan Jaracz din Galeria Wielkich Łodzian, Łódź, Polonia

Teatrul Stefan Jaracz din Łódź, Polonia poartă numele său, la fel și Teatrul Ateneum Stefan Jaracz din Varșovia (din 1951).

## Tehnică actoricească
Jaracz a fost înzestrat cu o figură grea, unghiulară și o voce răgușită, dar extrem de evocatoare. Și-a câștigat faima celui mai perfect actor în roluri de oameni defavorizați și umiliți. I-a abordat fără sentimentalism, transmițând amărăciune și grosolănie precum și răzvrătire, chiar dacă adânc ascunse. El a reușit astfel să creeze personaje profund umane, emoționante și simple. 
Despre Jaracz s-a crezut că aduce în teatru o aromă oarecum plebeiană care a adăugat veridicitate rolurilor sale. A muncit din greu la rolurile pe care le-a interpretat, șlefuindu-le și făcând uneori schimbări majore la punerea în scenă din alte teatre.

## Filmografie parțială
- Wykolejeni (1913) - Bancher
- Obrona Częstochowy⁠(d) (1913) - Michał Wołodyjowski
- Contesa Walewska (1914) - Napoleon Bonaparte[22]
- Cud nad Wisla (1921) - Jan Rudy
- Za winy brata (1921) - Karol Gromski
- Niewolnica milosci (1923)
- Skrzydlaty zwyciezca (1924)
- O czym się nie mówi (1924) - rada (sfetnic) Wolski[23]
- Milosc za zycie. Symfonia ludzkosci (1924)
- Iwonka (1925) - prietenul lui Gabriel
- Pan Tadeusz (1928) - Napoleon Bonaparte
- Przedwiosnie (1928) - Seweryn Baryka
- Ponad snieg (1929) - Joachim
- Uroda zycia (1930) - Rozlucki, tatăl lui Piotr
- Bezimienni bohaterowie⁠(d) (1932)
- Księżna Łowicka⁠(d) (1932) - Marele Duce Constantine Pawlowicz
- Biala trucizna (1932) - Jan Kanski
- Przebudzenie (1934) - Drunk
- Młody Las⁠(d) (1934) - Profesor Kiernicki
- Milosc maturzystki (1935) - Drunk
- Pan Twardowski (1936) - Maestrul Maciej, Alchimist
- Jego wielka milosc (1936) - Konstanty Kruczek
- Róża (1936) - Oset (ultimul rol de film)